# Dolmen von Chantebrault IV
Der Dolmen von Chantebrault IV (auch oder La Grande Pierre Levée Chantebrault genannt) liegt südlich von Saint-Laon, bei Loudun im Département Vienne in Frankreich. Dolmen ist in Frankreich der Oberbegriff für neolithische Megalithanlagen aller Art (siehe: französische Nomenklatur).
Der West-Ost orientierte Dolmen ist das wichtigste der neun Denkmäler, die in der Nähe von Chantebrault existierten. Er ist über zehn Meter lang, zwei Meter breit und besteht aus fünfzehn erhaltenen Orthostaten und zwei Deckenplatten. Er war weitgehend von Vegetation bedeckt und wurde zwischen 2015 und 2018 ausgegraben. Der Dolmen Chantebrault IV wurde von Vincent Ard im Rahmen des Forschungsprojekts „Megalithen und Lebensräume der Jungsteinzeit zwischen Loire und Charente“ untersucht. Bis 2015 zog der Dolmen die Neugier der Archäologen wegen seiner Architektur und der ursprünglichen Verwendung von Felsen auf sich. Dieser Eindruck wurde durch die architektonischen und technologischen Studien von Emmanuel Mens bestätigt, die zu der Schlussfolgerung führten, dass nur eine Grabung die verschiedenen Annahmen bestätigen kann. Chantebrault IV ist das erste Beispiel für ein Galeriegrab mit Seitenzugang südlich der Loire. Zugleich sind die Qualität und Quantität der Funde, die trotz der Raubgrabungen gefunden wurden, sehr wertvoll. Unter den Funden sind eine zwischen 2900 und 2700 v. Chr. hergestellte kleine Keramikvase, ein Dolch aus gelbem Pressignian Feuerstein, Pfeilspitzen, und Knochenfragmente von mindestens 16 Personen. Besonders ein Fragment, in dem ein Feuerstein eingeschlossen war, ist der Beweis, dass die Person verletzt wurde und geheilt worden ist, ein Ausnahmefall für die Region.
Der Dolmen steht seit 1956 als Monument historique unter Denkmalschutz.